# もしも体感バラエティ if
『もしも体感バラエティ if』（もしもたいかんバラエティ イフ）は、2002年10月5日から2004年3月27日までフジテレビ系列で放送されていた関西テレビ製作のバラエティ番組である。テイジンの一社提供。放送時間は毎週土曜 23:00 - 23:30 （日本標準時）。

## 概要
レギュラー陣と各回のゲストに「もし…だったら…」をテーマにしたVTRを見せ、その状況を体感してもらっていた深夜番組。
一部コーナーで流れるBGMは『アソボット戦記五九』の挿入歌で使われていた曲が番組に採用していたものと同じである。

## 出演者
- 伊東四朗
- 長嶋一茂
- 坂下千里子
- 浜口順子

## 主なテーマ
- もしも恋人がアイドルだったら…
- もしも宝くじの高額当選者になったら…
- もしもあなたが整形しようと思ったら…
- もしも香港の大富豪に嫁いだら…
- もしもあなたに霊感があったら…
- もしも指名手配されてしまったら…
- もしも死後の世界を覗いたら…
- もしも痴漢に間違えられたら…
- もしもOLがNo.1ホステスを目指したら…
- もしも特許で大もうけしたら…
- もしも和田アキ子の誕生会に呼ばれたら…
- もしも印税で億万長者になれたら…
- もしも超能力があったら…
- もしもあなたが犬だったら…
- もしもラーメン激戦区に店を出したら…
- もしも高層マンションの最上階に住んだら…
- もしも温泉を掘り当てたなら…
- もしも欠陥住宅だったら…
- もしも人気女性漫画家になったら…
- もしもケータイがなかったら…
- もしも宇宙人に出会ったら…
- もしも楽園ハワイで暮らしたら…
- もしも芸能人のそっくりさんだったら…
- もしも人気占い師だったら…
- もしもウワサの断食ダイエットに成功したら…
- もしも突然Fカップになったら…
- もしもお笑い芸人の妻になったら…
- もしもアナタが天才児だったら…
- もしもラスベガスで大当たりしたら…
- もしも人気子役の親だったら…
- もしも彼がものっ凄い車に乗っていたら…
- もしも芸能リポーターだったら…
- もしも風水にハマったら…
- もしもタマちゃんだったら…
- もしも1981年にタイムスリップしたら…
- もしも芸能界でうまくやってゆくなら…
- もしも芸能界にスカウトされたら…
- もしもあなたがMr.マリックの飼い猫だったら…
- もしも坂下千里子がコンビニで働いていたら…
- もしも超能力で埋蔵金を探したら…

## スタッフ
- 企画：高瀬真尚（ジーワン）、田中総一郎（KTV）
- 構成：たむらようこ、川原慶太郎、杉山奈緒子、小縣芳仁
- ディレクター：加地克也・山本健雄（トスプランニング）、花岡圭一郎、見田圭司
- 演出：中澤健吾 → 中畠義之（KTV）
- プロデューサー：川中康三（KTV）、永井恵一（トスプランニング）、島田顕
- 技術協力：ニユーテレス、FLT、レモンスタジオ、麻布プラザ【毎週】／東通【週替り】
- 美術協力：フジアール
- 制作協力：トスプランニング、ZIPPY
- 制作著作：関西テレビ

## テーマ曲
ＰＨＯＴＯＧＲＡＰＨ　歌：ピコマコ　作詞：岩崎京子　作曲：梶原もも子　

## 関連書籍
- もしもアナタが○○だったら… もしも体感バラエティ if （2003年12月、関西テレビ放送・扶桑社、ISBN 4-594-04268-6）